# Rudolf Killias
Rudolf Killias, né le 18 février 1943 à Coire et mort le 3 février 2010 à Berne, est un entraîneur suisse de hockey sur glace.

## Biographie
Rudolf Killias a entraîné l'Équipe de Suisse de 1973 à 1977, ce qui fait de lui le troisième entraîneur après Ralph Krueger et Simon Schenk à avoir la plus grande longévité à ce poste. Il a ensuite successivement entraîné l'Équipe d'Italie et l'Équipe d'Autriche, et a également remporté le titre de champion d'Autriche en 1989 avec le GEV Innsbruck ainsi que le titre de champion de Suisse en 1991 avec le CP Berne, cette fois-ci en tant que directeur technique.